# Nederlands landskampioenschap 1924-1925
Il campionato era formato da cinquantuno squadre e il HBS Craeyenhout vinse il titolo.

## Est
|    | Club            | G  | V  | N | P  | GF | GS | Punti | DR   |                                   |
| -- | --------------- | -- | -- | - | -- | -- | -- | ----- | ---- | --------------------------------- |
| 1  | Go Ahead        | 18 | 14 | 4 | 0  | 41 | 11 | 32    | +30  | Qualificata per il gruppo finale. |
| 2  | SC Enschede     | 18 | 9  | 3 | 6  | 30 | 21 | 21    | +9   |                                   |
| 3  | Vitesse         | 18 | 9  | 2 | 7  | 31 | 26 | 20    | +5   |                                   |
| 4  | Heracles        | 18 | 8  | 3 | 7  | 33 | 27 | 19    | +6   |                                   |
| 5  | Enschedese Boys | 18 | 8  | 3 | 7  | 28 | 24 | 19    | +4   |                                   |
| 6  | ZAC             | 18 | 7  | 4 | 7  | 42 | 34 | 18    | +8   |                                   |
| 7  | HVV Hengelo     | 18 | 6  | 3 | 9  | 35 | 38 | 15    | -3   |                                   |
| 8  | Wageningen      | 18 | 5  | 5 | 8  | 25 | 29 | 15    | -4   |                                   |
| 9  | Quick Nijmegen  | 18 | 5  | 4 | 9  | 25 | 39 | 14    | -14  |                                   |
| 10 | Koninklijke UD  | 18 | 2  | 3 | 13 | 12 | 53 | 7     | -41. |                                   |

G = Partite giocate; V = Vittorie; N = Nulle/Pareggi; P = Perse; GF = Goal fatti; GS = Goal subiti; DR = Differenza reti, PT = Punti

## Nord
|    | Club            | G  | V  | N | P  | GF | GS | Punti | DR  |                                   |
| -- | --------------- | -- | -- | - | -- | -- | -- | ----- | --- | --------------------------------- |
| 1  | LAC Frisia 1883 | 18 | 11 | 5 | 2  | 47 | 13 | 27    | +34 | Qualificata per il gruppo finale. |
| 2  | Be Quick 1887   | 18 | 12 | 3 | 3  | 63 | 24 | 27    | +39 |                                   |
| 3  | Velocitas 1897  | 18 | 10 | 3 | 5  | 46 | 23 | 23    | +23 |                                   |
| 4  | Achilles 1894   | 18 | 10 | 2 | 6  | 45 | 43 | 22    | +2  |                                   |
| 5  | Veendam         | 18 | 7  | 5 | 6  | 29 | 28 | 19    | +1  |                                   |
| 6  | VV Leeuwarden   | 18 | 7  | 2 | 9  | 41 | 46 | 16    | -5  |                                   |
| 7  | LVV Friesland   | 18 | 5  | 4 | 9  | 18 | 29 | 14    | -11 |                                   |
| 8  | GVV Groningen   | 18 | 4  | 6 | 8  | 23 | 44 | 14    | -21 |                                   |
| 9  | WVV Winschoten  | 18 | 4  | 2 | 12 | 31 | 55 | 10    | -24 |                                   |
| 10 | MVV Alcides     | 18 | 3  | 2 | 13 | 19 | 57 | 8     | -38 |                                   |

G = Partite giocate; V = Vittorie; N = Nulle/Pareggi; P = Perse; GF = Goal fatti; GS = Goal subiti; DR = Differenza reti, PT = Punti

## Sud
|    | Club            | G  | V  | N | P  | GF | GS | Punti | DR   |                                   |
| -- | --------------- | -- | -- | - | -- | -- | -- | ----- | ---- | --------------------------------- |
| 1  | NAC             | 20 | 16 | 1 | 3  | 62 | 27 | 33    | +35  | Qualificata per il gruppo finale. |
| 2  | MVV Maastricht  | 20 | 14 | 2 | 4  | 39 | 14 | 30    | +25  |                                   |
| 3  | RKVV Wilhelmina | 20 | 11 | 2 | 7  | 42 | 32 | 24    | +10  |                                   |
| 4  | NOAD            | 20 | 8  | 5 | 7  | 27 | 22 | 21    | +5   |                                   |
| 5  | VV De Valk      | 20 | 8  | 5 | 7  | 37 | 41 | 21    | -4   |                                   |
| 6  | BVV Den Bosch   | 20 | 8  | 4 | 8  | 32 | 27 | 20    | +5   |                                   |
| 7  | FC Eindhoven    | 20 | 8  | 4 | 8  | 32 | 34 | 20    | -2   |                                   |
| 8  | Willem II       | 20 | 6  | 5 | 9  | 38 | 38 | 17    | 0    |                                   |
| 9  | Bredania        | 20 | 4  | 6 | 10 | 18 | 33 | 14    | -15  |                                   |
| 10 | Alliance        | 20 | 5  | 1 | 14 | 29 | 57 | 11    | -28. |                                   |
| 11 | PSV             | 20 | 4  | 1 | 15 | 25 | 56 | 9     | -31  |                                   |

G = Partite giocate; V = Vittorie; N = Nulle/Pareggi; P = Perse; GF = Goal fatti; GS = Goal subiti; DR = Differenza reti, PT = Punti

## Ovest-I
|    | Club                     | G  | V  | N | P  | GF | GS | Punti | DR  |                                   |
| -- | ------------------------ | -- | -- | - | -- | -- | -- | ----- | --- | --------------------------------- |
| 1  | Sparta Rotterdam         | 18 | 12 | 2 | 4  | 41 | 23 | 26    | +18 | Qualificata per il gruppo finale. |
| 2  | Feyenoord                | 18 | 11 | 3 | 4  | 51 | 22 | 25    | +29 |                                   |
| 3  | Blauw-Wit Amsterdam      | 18 | 9  | 4 | 5  | 40 | 27 | 22    | +13 |                                   |
| 4  | ZFC                      | 18 | 8  | 2 | 8  | 34 | 39 | 18    | -5  |                                   |
| 5  | HVV 't Gooi              | 18 | 6  | 5 | 7  | 34 | 25 | 17    | +9  |                                   |
| 6  | HFC Haarlem              | 18 | 6  | 5 | 7  | 36 | 40 | 17    | -4  |                                   |
| 7  | Koninklijke HFC          | 18 | 6  | 3 | 9  | 37 | 43 | 15    | -6  |                                   |
| 8  | Ajax Sportman Combinatie | 18 | 6  | 2 | 10 | 39 | 51 | 14    | -12 |                                   |
| 9  | GVV Unitas               | 18 | 5  | 4 | 9  | 23 | 39 | 14    | -16 |                                   |
| 10 | HC & CV Quick            | 18 | 5  | 2 | 11 | 23 | 49 | 12    | -26 |                                   |

G = Partite giocate; V = Vittorie; N = Nulle/Pareggi; P = Perse; GF = Goal fatti; GS = Goal subiti; DR = Differenza reti, PT = Punti

## Ovest-II
|    | Club            | G  | V  | N | P  | GF | GS | Punti | DR  |                               |
| -- | --------------- | -- | -- | - | -- | -- | -- | ----- | --- | ----------------------------- |
| 1  | HBS Craeyenhout | 18 | 13 | 3 | 2  | 45 | 14 | 29    | +31 | Qualificata al gruppo finale. |
| 2  | Stormvogels     | 18 | 10 | 6 | 2  | 39 | 19 | 26    | +20 |                               |
| 3  | Ajax            | 18 | 9  | 5 | 4  | 51 | 25 | 23    | +26 |                               |
| 4  | RCH             | 18 | 10 | 2 | 6  | 47 | 39 | 22    | +8  |                               |
| 5  | HFC EDO         | 18 | 9  | 3 | 6  | 37 | 32 | 21    | +5  |                               |
| 6  | SBV Excelsior   | 18 | 7  | 1 | 10 | 29 | 44 | 15    | -15 |                               |
| 7  | HVV Den Haag    | 18 | 5  | 4 | 9  | 32 | 39 | 14    | -7  |                               |
| 8  | DFC             | 18 | 5  | 3 | 10 | 37 | 46 | 13    | -7  |                               |
| 9  | UVV Utrecht     | 18 | 4  | 3 | 11 | 20 | 49 | 11    | -29 |                               |
| 10 | VOC             | 18 | 2  | 2 | 14 | 32 | 62 | 6     | -30 |                               |

G = Partite giocate; V = Vittorie; N = Nulle/Pareggi; P = Perse; GF = Goal fatti; GS = Goal subiti; DR = Differenza reti, PT = Punti

## Gruppo per il titolo
|   | Club             | G | V | N | P | GF | GS | Punti | DR  |
| - | ---------------- | - | - | - | - | -- | -- | ----- | --- |
| 1 | HBS Craeyenhout  | 8 | 7 | 1 | 0 | 22 | 8  | 15    | +14 |
| 2 | NAC              | 8 | 5 | 1 | 2 | 22 | 12 | 11    | +10 |
| 3 | Sparta Rotterdam | 8 | 4 | 1 | 3 | 18 | 12 | 9     | +6  |
| 4 | Go Ahead         | 8 | 2 | 0 | 6 | 17 | 22 | 4     | -5  |
| 5 | LAC Frisia 1883  | 8 | 0 | 1 | 7 | 5  | 30 | 1     | -25 |

G = Partite giocate; V = Vittorie; N = Nulle/Pareggi; P = Perse; GF = Goal fatti; GS = Goal subiti; DR = Differenza reti, PT = Punti